# Картер, Анджела
Анджела Картер (англ. Angela Carter), урождённая Анджела Олив Стокер (Angela Olive Stalker; 7 мая 1940, Истборн, Восточный Сассекс — 16 февраля 1992, Лондон) — английская писательница, журналистка. В 2008 году заняла 10-е место в рейтинге «50 лучших британских писателей с 1945 года» по версии The Times.

## Биография и творчество
Изучала английскую литературу в Бристольском университете.
Как и её отец, занималась журналистикой. В 1960 году вышла замуж за Пола Картера и взяла фамилию мужа. В 1972 году они развелись. В 1969 году получила премию Сомерсета Моэма и использовала её для того, чтобы переехать в Токио, где жила до 1971 года. Путешествовала по США, Азии и Европе. Бегло говорила на французском и немецком. В конце 1970-х и в 1980-х годах читала лекции в разных университетах, в частности, в английском Шеффилдском университете, Брауновском университете в Провиденсе и австралийском университете Аделаиды. В 1977 году Картер вышла замуж за Марка Пирса, у них родился сын.
Ей принадлежат романы с элементами готической фантастики «Волшебная лавка игрушек» (1967, экранизир. 1987), «Отдельные впечатления» (1968, премия Сомерсета Моэма), «Любовь» (1971, рус.пер. 2002), «Адские машины желаний доктора Хофмана» (1972, рус.пер. 1997, переизд. 2000), «Кровавая комната» (1979, рус. пер. 2005), «Ночи в цирке» (1984, рус. пер. 2004), «Черная Венера» (1985), «Умные дети» (1991).
Писала радиопьесы (в том числе — о Ричарде Дадде, Рональде Фербенке) и киносценарии (по одному из них поставлен фильм Нила Джордана «В компании волков», 1984), книги для детей, публиковала переводы и обработки волшебных сказок, эссе, развивающие идеи феминизма («Женщина по маркизу де Саду и идеология порнографии», 1978; «Ничего святого», 1982).
Поддерживала тесную связь с лондонским издательством Virago и его основателем Кармен Калил.
В 51 год умерла от рака легких в своем доме в Лондоне.

## Произведения
- / Shadow Dance (в США под названием Honeybuzzard) (1966)
- Волшебная лавка игрушек / The Magic Toyshop (1967)
- Отдельные впечатления / Several Perceptions (1968)
- / Heroes and Villains (1969)
- Любовь / Love (1971)
- Адские машины желаний доктора Хофмана / The Infernal Desire Machines of Doctor Hoffman (1972)
- / Fireworks (1974)
- / The Passion of New Eve (1977)
- Кровавая комната / The Bloody Chamber (1979)
- / Martin Leman’s Comic and Curious Cats (1979)
- / The Sadeian Woman: An Exercise in Cultural History (1979)
- Ничего святого / Nothing Sacred (1982)
- Ночи в цирке[англ.] (англ. Nights at the circus, 1984)
- Чёрная Венера (англ. Black Venus, 1985)
- / Saints and Strangers (1986)
- Умные дети / Wise Children (1991)
- / American Ghosts and Old World Wonders (1993)

## Сводные издания
- Expletives Deleted: Selected Writings (1992)
- Burning Your Boats: Collected Stories (1996)
- Shaking a Leg: Collected Writings (1998)

## Публикации на русском языке
- Адские машины желания доктора Хоффмана. Серия: Готический роман. М.: Терра, 1997. — 352 с.
- Адские машины желания доктора Хоффмана. Серия: Новый век. СПб.: Амфора, 2000. — 448 с.
- Любовь. Серия: Игра в классику. М.: Валери СПД, Эксмо, 2002. — 176 с.
- Кровавая комната. Серия: Магический реализм. М.: Эксмо, 2004. — 224 с.
- Прекрасная дочь палача // Антология литературного авангарда XX века/ Пер. В.Лапицкого. СПб: Амфора, 2006, c. 322—328
- Хозяин// Там же, c. 329—337.
- Страсть новой Евы. Серия: XX век / XXI век -The Best. М.: АСТ, 2018. — 256 с.